# Zborul 626 al Yemenia

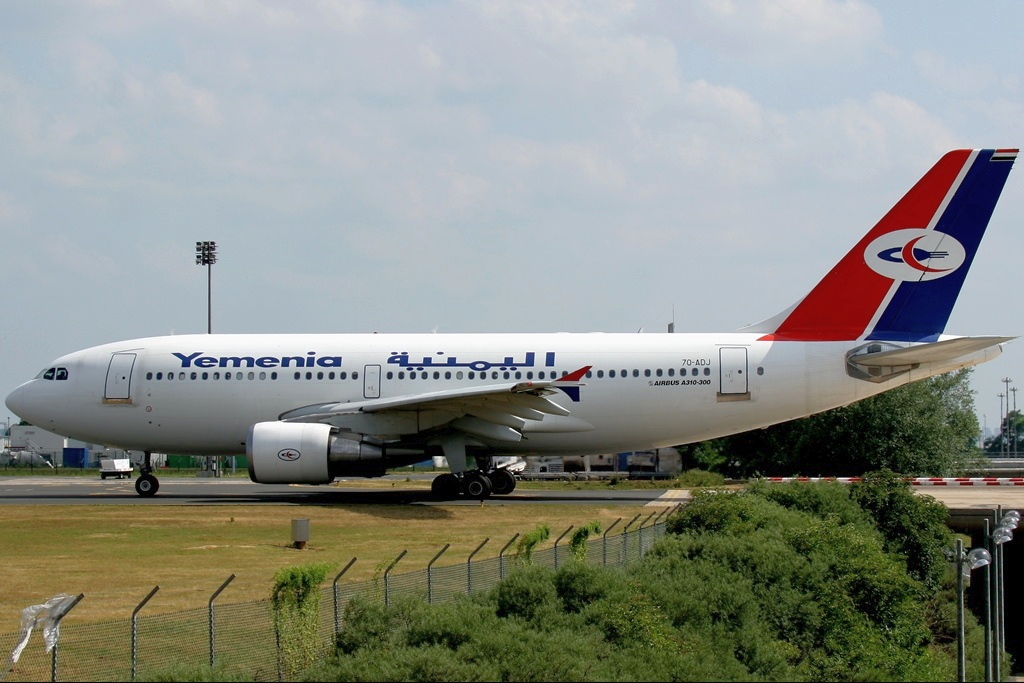
Avionul în 2005 în Paris

Y 626 a fost numărul cursă aparținând companiei Yemenia, care pe data de 30 iunie 2009, s-a prăbușit în Oceanul Indian, lângă Insulele Comore, cu 142 de pasageri și 11 membrii ai echipajului. Aparatul de tip Airbus A310-324 a plecat din Sana'a (capitala Yemenului) cu destinația Moroni (capitala Insulelor Comore). O fată de 12 ani a supraviețuit accidentului, aceasta suferind o fractură de claviculă și câteva arsuri pe membre.